# Веслі Фофана (футболіст)
Веслі Фофана (фр. Wesley Fofana; 17 грудня 2000, Марсель, Франція) — французький футболіст малійського походження, захисник англійського «Челсі».

## Кар'єра
Є вихованцем «Сент-Етьєна». З 2018 року став виступати за другу команду. 15 травня 2018 року Веслі підписав свій перший професійний контракт з клубом. 
18 травня 2019 року Фофана дебютував за першу команду у Лізі 1 у поєдинку проти «Ніцци» (3:0). 8 листопада Фофана дебютував у єврокубках, вийшовши в стартовому складі на матч Ліги Європи проти «Олександрії».
2 жовтня 2020 року 19-річний захисник уклав п'ятирічний контракт з англійським «Лестер Сіті».

## Статистика виступів

### Статистика клубних виступів
Станом на 31 серпня 2022
| Сезон                   | Команда                 | Чемпіонат               | Чемпіонат | Чемпіонат | Національний кубок | Національний кубок | Національний кубок | Континентальні кубки | Континентальні кубки | Континентальні кубки | Інші змагання | Інші змагання | Інші змагання | Усього | Усього | Усього |
| Сезон                   | Команда                 | Ліга                    | Ігор      | Голів     | Ліга               | Ігор               | Голів              | Ліга                 | Ігор                 | Голів                | Ліга          | Ігор          | Голів         | Ігор   | Голів  |        |
| ----------------------- | ----------------------- | ----------------------- | --------- | --------- | ------------------ | ------------------ | ------------------ | -------------------- | -------------------- | -------------------- | ------------- | ------------- | ------------- | ------ | ------ | ------ |
| 2018–19                 | «Сент-Етьєн»            | Л1                      | 2         | 0         | КФ+КЛ              | 0                  | 0                  |                      | -                    | -                    |               | -             | -             | 2      | 0      |        |
| 2019–20                 | «Сент-Етьєн»            | Л1                      | 14        | 1         | КФ+КЛ              | 6+2                | 1+0                | ЛЄ                   | 2                    | 0                    |               | -             | -             | 24     | 2      |        |
| жовт. 2020              | «Сент-Етьєн»            | Л1                      | 4         | 0         | КФ                 | -                  | -                  |                      | -                    | -                    |               | -             | -             | 4      | 0      |        |
| Усього за «Сент-Етьєн»  | Усього за «Сент-Етьєн»  | Усього за «Сент-Етьєн»  | 20        | 1         |                    | 8                  | 1                  |                      | 2                    | 0                    |               | -             | -             | 30     | 2      |        |
| жовт. 2020–21           | «Лестер Сіті»           | ПЛ                      | 28        | 0         | КА+КЛ              | 4+0                | 0                  | ЛЄ                   | 6                    | 0                    | -             | -             | -             | 38     | 0      |        |
| 2021–22                 | «Лестер Сіті»           | ПЛ                      | 7         | 0         | КА+КЛ              | 0                  | 0                  | ЛЄ+ЛК                | 0+5                  | 0+1                  | СА            | 0             | 0             | 12     | 1      |        |
| серп. 2022              | «Лестер Сіті»           | ПЛ                      | 2         | 0         | КА+КЛ              | 0                  | 0                  |                      | -                    | -                    |               | -             | -             | 2      | 0      |        |
| Усього за «Лестер Сіті» | Усього за «Лестер Сіті» | Усього за «Лестер Сіті» | 37        | 0         |                    | 4                  | 0                  |                      | 11                   | 1                    |               | 0             | 0             | 52     | 1      |        |
| серп. 2022–23           | «Челсі»                 | ПЛ                      | 0         | 0         | КА+КЛ              | 0                  | 0                  | ЛЧ                   | 0                    | 0                    |               | -             | -             | 0      | 0      |        |
| Усього за кар'єру       | Усього за кар'єру       | Усього за кар'єру       | 57        | 1         |                    | 12                 | 1                  |                      | 13                   | 1                    |               | 0             | 0             | 82     | 3      |        |

## Досягнення
- Володар Кубка Англії (1):

«Лестер Сіті»: 2020-21
- Володар Суперкубка Англії (1):

«Лестер Сіті»: 2021
- Володар Ліги конференцій УЄФА (1):

«Челсі»: 2024-25